# Frowin von Hutten (um 1469)
Frowin von Hutten (* um 1469; † 10. Januar 1529) war ein deutscher Ritter, Amtmann und Hofbeamter im Dienste des Mainzer Erzstiftes und anderer Herren.

## Leben
(Quelle:)

### Familie/Abstammung und frühe Jahre
Frowin entstammt dem fränkischen Adelsgeschlecht derer von Hutten. Er war der Sohn von Johann (Hans) von Hutten († 1473) und Margarete Forstmeister von Gelnhausen. Seine sechs Geschwister waren Jakob, Anna, Hans, Margarete, Nikolaus und Elisabeth. Das Geburtsjahr von Frowin ist nicht gesichert. Es gibt nur den Hinweis in einer Zeugenaussage zu einer Fehde aus dem Jahre 1473 mit dem Grafen Otto von Hennberg, dass "Frowin und sein Bruder" zu diesem Zeitpunkt noch junge Knaben gewesen seien. Sein Vater Hans starb in eben jener Fehde im Jahre 1473. Frowin wuchs danach unter der Vormundschaft seines gleichnamigen Onkels Frowin von Hutten († 1481) auf.
Frowin war der letzte Vertreter der 1430 durch Hans von Hutten zum Stolzenberg begründeten Nebenlinie "derer von Hutten zu Stolzenberg auf Hausen".
Im Jahre 1494 half Frowin in einer Fehde um Mainbernheim zwischen Konrad von Gutenstein und Eitel von Liebenstein zusammen mit einigen weiteren fränkischen Rittern dem Eitel von Liebenstein. 1497 findet nach der Großjährigkeit Frowins und aller seiner Brüder eine Erbteilung statt die archivalisch fassbar ist. Frowin erhielt hier den Burghof zu Salmünster und einige weitere Besitzungen wie das Amt Salmünster. Die Burgsitze in Soden und Steinau blieben in gemeinsamen Besitz der Brüder.

### Im Dienste der Grafen von Hanau und des Landgrafen von Hessen
1497 trat Frowin in den Dienst des Grafen Reinhard IV. von Hanau an dessen Hof. Es gab allerdings auch Reibungspunkte mit den Grafen von Hanau, so über den Besitz im Joßgrund. Das mag dazu geführt haben, dass der Dienst für die Grafen von Hanau nur von kurzer Dauer war. 1499 war Frowin im Dienst des Landgrafen von Hessen und im Jahr 1500 war Frowin Amtmann auf Burg Hauneck.

### Im Dienste des Erzstiftes Mainz und kaiserlicher Berater
1507 unterstützten Frowin und Graf Hektor I. von Gleichen als gemeinsame Führer der mainzischen Truppen im Auftrag des Mainzer Erzbischofs Jakob von Liebenstein den Kampf des Kaisers in Italien. 
In 1508 unter Erzbischof Uriel von Gemmingen wurde Frowin mainzischer Marschall. Er wurde auch Berater von Kaiser Maximilian I. und erhielt 1514 kaiserliche Bestätigung über umfangreiche Privilegien (umfasste auch die hohe Gerichtsbarkeit [Blutbann] die normalerweise den Landesherren vorbehalten waren) in den Gerichten Joßgrund und Salmünster/Hausen. Diese Privilegien wurden 1521 von Kaiser Karl V. bestätigt.

### Ehe und Kinder
Im Jahr 1509 heiratete Frowin Kunigunde von Hattstein (* 1480; † 1548), Witwe des 1506 verstorbenen Walter von Reifenberg und Tochter des Marquard von Hattstein und der Anna Wais von Fauerbach zu Dorheim. Aus der Ehe gingen die drei Töchter Ursula († 1555), Margarethe und Anna († 1540) hervor.

### Reise ins Heilige Land und mainzischer Hofmeister
Im Jahr 1517 unternahm Frowin eine Pilgerreise ins Heilige Land, von der er unversehrt zurückkehrte. 1519 unter dem neuen Mainzer Erzbischof Albrecht von Brandenburg wurde er zum kurmainzischen Hofmeister ernannt und gleichzeitig zum Amtmann von Großumstadt (wohl als eine finanzielle Dotierung des Hofmeister-Amtes zu sehen).

### Fehde gegen Kurtrier, Bauernkrieg und Lebensende
In der Fehde des Franz von Sickingen gegen Kurtrier im Jahre 1522 kämpfte Frowin auf der Seite Sickingens und verlor im Nachgang zur Niederlage Sickingens seinen gesamten Besitz an den Landgrafen von Hessen. Frowin hatte immer auch die Interessen der Reichsritter im Blick sofern sich dies mit seiner Tätigkeit für Kurmainz vereinbaren ließ. Kurmainz tolerierte Frowins Beteiligung und unterstützte diese vermutlich auch. Auch Kurmainz musste nach der Niederlage Sickingens Schadenersatz leisten, da Mainz Beteiligung und Mitwisserschaft unterstellt wurde.
Wegen seiner militärischen Leistungen im Bauernkrieg auf Seiten der Fürsten erhielt Frowin 1526 seinen Besitz zurück, musste nur einige seiner Güter Hessen zu Lehen auftragen. Vor seinem Tod im Jahr 1529 veräußerte er seinen Besitz an huttische Verwandte.

### Sterbedatum
Für das Sterbedatum von Frowin von Hutten werden sowohl das Jahr 1528 als auch das Jahr 1529 genannt. Auf dem Grabdenkmal für Frowin von Hutten und seine Frau Kunigunde von Hattstein in der Stadtpfarrkirche in Hanau-Steinheim wird der Sonntag nach dem Dreikönigstag (6. Januar) im Jahr 1528 als Sterbedatum genannt. Diese Angabe kann allerdings nicht stimmen, da Frowins Erscheinen vor dem Mainzer Domkapitel für den 20. April 1528 bezeugt ist. Daher erscheint die Angabe des 10. Januar 1529 (entspricht dem Sonntag nach Dreikönig im Jahr 1529) korrekt wie auf einem zweiten Grabmal im Kloster Schlüchtern gegeben.